# Euandroblatta curta
Euandroblatta curta är en kackerlacksart som först beskrevs av Walker, F. 1868.  Euandroblatta curta ingår i släktet Euandroblatta och familjen småkackerlackor. Inga underarter finns listade i Catalogue of Life.